# Varbergs högre allmänna läroverk
Varbergs högre allmänna läroverk var ett läroverk i Varberg verksamt från 1854 till 1968.

## Historik
Det har funnits en skola i Varberg sedan början av 1600-talet. Denna ombildades i anslutning till läroverksreformen 1849 till ett lägre elementarläroverk, som 1879 namnändrades till Varbergs lägre allmänna läroverk. Läroverket ombildades 1905 till en realskola, som från 1948 också hade ett kommunalt gymnasium. 
Skolan ombildades med början 1954 till Varbergs högre allmänna läroverk.  Detta kommunaliserades 1966 och namnändrades då till Varbergs gymnasium och realskola i Påskbergsskolan, varefter gymnasiet utflyttade 1970 till Peder Skrivares skola. Studentexamen gavs från 1951 till 1968 och realexamen från 1907 till åtminstone 1970.
En ny skolbyggnad invigdes 1954 efter ritningar av arkitekten Paul Hedqvist. Den tidigare skolbyggnaden, som uppfördes av byggmästaren Johannes Nilsson 1894,  och används sedan 1960-talet som Varbergs stadshus.